# Mako Komuro
La princesa Mako (眞子内親王, Mako Naishinnō, nascuda a Chiyoda, Tòquio, el 23 d'octubre de 1991) és la filla gran del príncep Fumihito i la princesa Kiko, membres de la família imperial japonesa. És la neboda de l'emperador Naruhito i la neta gran de l'emperador emèrit Akihito i la seva dona Michiko.

## Biografia

### Primers anys i educació

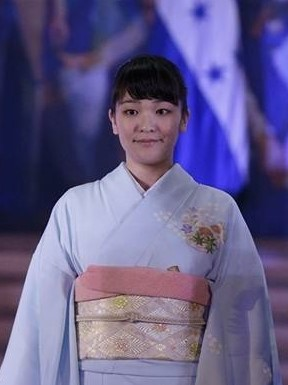
La princesa Mako el 2019 a Hondures.

La princesa Mako va néixer el 23 d'octubre de 1991 a l'hospital del Palau Imperial de Tòquio. La princesa Mako té una germana petita, la princesa Kako, i un germà petit, el príncep Hisahito. Va ser educada a l'Escola Gakushūin durant els seus anys de primària i secundària. Va estudiar anglès al University College de Dublín (UCD), entre juliol i agost de 2010. Durant aquests estudis va mantenir una conversa informal amb la presidenta d'Irlanda, Mary McAleese, i va visitar Irlanda del Nord.
La princesa Mako es va graduar a la Universitat Cristiana Internacional a Mitaka, Tòquio, el 26 de març de 2014 amb una llicenciatura en art i patrimoni cultural. Va obtenir la certificació nacional japonesa en conservació de museus i el permís de conduir mentre era estudiant de grau. El 17 de setembre de 2014, va marxar al Regne Unit on va cursar estudis de museïstica a la Universitat de Leicester durant un any. El gener de 2016 es va treure un màster. També va estudiar història de l'art a la Universitat d'Edimburg durant nou mesos, de setembre de 2012 a maig de 2013.

### Als mitjans de comunicació
Ha estat un ídol d'internet des del 2004, quan apareixien imatges a la televisió en sērā fuku, l'uniforme escolar japonès que acostumen a portar les noies que estudien als intituts de secundària i de preparatòria. Es va crear un dipòsit d'imatges i es va penjar un vídeo fan art de la princesa Mako al popular lloc web per a compartir vídeos Nico Nico Douga, que va atraure més de 340.000 visualitzacions i 86.000 comentaris.
L'Agència de la Casa Imperial, responent a una sol·licitud de comentari, va declarar que no estaven segurs de com havien de gestionar aquest fenomen, ja que no hi veien signes de calúmnies ni insults contra la Família Imperial.

### Vida pública
El 2011 Mako va arribar a la majoria d'edat i el 23 d'octubre va rebre Gran Cordó de l'Ordre de la Corona Preciosa. Des de llavors ha assistit a esdeveniments oficials com a membre adult de la Família Imperial.

### Viatges oficials
- Desembre de 2015 – El Salvador i Hondures[12]
- Setembre de 2016 – el Paraguai[13]
- Juny de 2017 – Bhutan[14]
- Agost de 2017 – Hongria[15]
- Juliol de 2018 – el Brasil[16]
- Juliol de 2019 – el Perú i Bolívia[17]